# Долматов Сергій Вікторович
Сергій Вікторович Долматов (рос. Сергей Викторович Долматов; нар. 20 лютого 1959, Кисельовськ) — радянський і російський шахіст, гросмейстер (1982). Переможець 30-ї шахової олімпіади в Манілі (1992) у складі збірної Росії.

## Життєпис
Народився в сім'ї гірничого інженера, до шахів долучився під впливом батька. Ще до закінчення середньої школи виконав норматив майстра.
Вступив на Економічний факультет МДУ, де познайомився з Марком Дворецьким і його учнем Артуром Юсуповим.
Випускник економічного факультету МДУ (1980).
Тренер Гаррі Каспарова (1987). Головний тренер чоловічої збірної Росії. Чемпіон світу серед юнаків (1978). На чемпіонатах Європи серед юнаків (1977/1978 і 1978/1979) — 2-ге місце. У складі команди СРСР чемпіон світу серед молоді (1980, 1981 і 1983). Учасник зональних турнірів ФІДЕ в Єревані (1982) — 7-8-ме місце і шести чемпіонатів СРСР (1979—1989); найкращі результати: 1980/1981 — 6-9-те, 1987 — 7-ме і 1989 — 2-5-те місця. Переможець Кубка європейських клубів (1979) і Кубка СРСР (1980, у складі команди «Буревісник»); Спартакіади народів СРСР (1983, у складі команди Москви); командного чемпіонату СРСР (1985, у складі 1-ї команди РРФСР); низки міжнародних турнірів: Залаеґерсеґ (1977), Амстердам (1979; турнір майстрів), Градець-Кралове (1980), Бухарест (1981), Фрунзе і Барселона (1983), Таллінн (1985). На міжнародному турнірі в Москві (1987, 1-й турнір) — 3-5-те місця. Шахіст активного позиційного стилю, добре орієнтується у комбінаційних ускладненнях.
Нині є тренером групи талановитих молодих шахістів — Григорія Опаріна, Михайла Антипова, Аліни Кашлінської, Савелія Голубова, Германа Меркіна. Заняття проходять у вітальні Дворковича.

## Зміни рейтингу
| На цьому місці має відображатися графік чи діаграма, однак з технічних причин його відображення наразі вимкнено. Будь ласка, не видаляйте код, який викликає це повідомлення. Розробники вже працюють для того, щоби відновити штатне функціонування цього графіка або діаграми. | |
| | На цьому місці має відображатися графік чи діаграма, однак з технічних причин його відображення наразі вимкнено. Будь ласка, не видаляйте код, який викликає це повідомлення. Розробники вже працюють для того, щоби відновити штатне функціонування цього графіка або діаграми. |